# Ульгили (Северо-Казахстанская область)
Ульгили (каз. Үлгілі) — село в Акжарском районе Северо-Казахстанской области Казахстана. Входит в состав Талшикского сельского округа. Код КАТО — 593430600.

## Население
В 1999 году население села составляло 623 человека (299 мужчин и 324 женщины). По данным переписи 2009 года, в селе проживало 423 человека (209 мужчин и 214 женщин).